# Parnall Panther
El biplano biplaza de reconocimiento y reglaje artillero Parnall Panther fue uno de los primeros aviones británicos diseñados especialmente para operar embarcados y estuvo en servicio con el Arma Aérea de la Flota. 

## Historia
Durante la I Guerra Mundial, la compañía de ebanistería Parnall & Sons construyó cierto número de aviones diseñados por otras empresas, incluidos los Avro 504 y Fairey Hamble Baby. Sus primeros diseños propios tuvieron poco éxito, pero en 1917 Harold Bolas se unió a la compañía en calidad de diseñador jefe y al cabo de un año se consiguió un contrato por 300 biplanos biplazas de reconocimiento y reglaje de tiro artillero naval Parnall Phanter. Sin embargo, poco después de firmarse el contrato llegó el armisticio, de modo que el Ministerio del Aire redujo el número a sólo 150 aparatos. Por entonces, W. T. Avery se había hecho con la propiedad de la Parnall y rechazó los términos del recorte del pedido; así las autoridades decidieron traspasar el contrato a la British & Colonial Aeroplane Co. , que construyó los 150 aviones entre 1919 y 1920; la Parnall tuvo que contentarse con producir sólo seis prototipos.
Este modelo tenía cierta capacidad para llevar a cabo aterrizajes y despegues en corto. Se trataba, pues, de uno de los precursores de los actuales aviones STOL. Al ser un avión concebido para las operaciones aeronavales, tenía la capacidad de plegar parte de su fuselaje, lo cual reducía el espacio necesario para su almacenamiento. 
El Panther no fue un avión especialmente afortunado, pero sí fue uno de los primeros aviones británicos diseñados específicamente para operar embarcados. Dos ejemplares fueron suministrados a Estados Unidos en 1920 y doce a Japón en 1921-22. Los últimos Phanter del Arma Aérea de la Flota fueron dados de baja en 1926, siendo reemplazados por los Fairey III D.
La Aeronáutica Naval española fue dotada con dos ejemplares del Parnall, y se pensó en desplegarlos a bordo del portahidroaviones Dédalo, decisión que se abandonó al comprobarse que la estructura central del buque generaba demasiadas turbulencias para poder operar con el Panther.

## Especificaciones técnicas
- Tipo: biplano biplaza embarcado de reconocimiento
- Planta motriz: un motor rotativo Bentley B.R.2 , de 230 cv

Prestaciones
- Velocidad máxima: 175 km/h, a 3.050 m
- Techo de vuelo: 4.400 m
- Autonomía: 4 horas 15 minutos

Pesos
- Peso en vacío: 600 kg
- Peso máximo al despegue: 1.180 kg

Dimensiones
- Envergadura: 8,99 m
- Longitud: 7,59 m
- Altura: 3,20 m
- Superficie alar: 31,21 m²

Armamento
- Una ametralladora Lewis de 7,7 mm móvil en la cabina trasera